# Селигер (комплекс космического телевидения)
«Селигер» — созданный в НИИ-380 (впоследствии — Всесоюзный научно-исследовательский институт телевидения) телевизионный комплекс, предназначенный для передачи изображения с космического корабля. Использовался на прототипах космических кораблей «Восток» и во время первых советских пилотируемых полётов.
|  | Спутник, запущенный в космос без радиотелевизионной аппаратуры, похож на камень, брошенный из средневековой пращи.С.П. Королёв |

## История создания
Первые исследования и наработки по созданию телевизионной аппаратуры для будущих космических полётов проводились во ВНИИ телевидения в 1956 году по инициативе С. П. Королёва. Работа по созданию комплекса космовидения «Селигер» началась в конце 1957 — начале 1958 гг., ещё до появления официальных документов по этой теме. В середине 1958 года председатель Специальной комиссии при Президиуме Академии Наук СССР М. В. Келдыш и главный конструктор ОКБ-1 С. П. Королёв утвердили техническое задание на создание телевизионной аппаратуры для передачи изображений подопытного животного, запуск которого планировался на прототипе пилотируемого корабля. Во ВНИИТ создавались одновременно две системы — фототелевизионное устройство «Енисей» для передачи снимков обратной стороны Луны, осуществленной на АМС «Луна-3», и «Селигер» для наблюдения и регистрации на киноплёнке изображения обитателей космического корабля. Руководителем этих тем был назначен И. Л. Валик, а его заместителем — П. Ф. Брацлавец, ставший впоследствии главным конструктором «Селигера».
Первые наземные испытания системы «Селигер» были проведены в начале лета 1960 года на Симферопольском НИП. Телевизионное изображение передавалось с самолёта, в котором размещался комплект систем и аппаратуры из состава космического корабля, включая контейнер с собаками. Первая в мире передача телевизионного изображения подвижных объектов с борта космического корабля была произведена системой «Селигер» 19 августа 1960 года при полёте корабля «1К» № 3 с собаками Белкой и Стрелкой. Телевизионная система «Селигер» устанавливалась и на двух последующих испытательных кораблях серии «1К», и на двух зачётных «3КА», запущенных с собаками и манекенами в целях отработки техники пилотируемого полёта. Система доказала свою высокую надежность и без изменений использовалась для телевизионной трансляции в полётах Ю. А. Гагарина на «Востоке-1» и Г. С. Титова на «Востоке-2». Начиная с «Востока-3» на кораблях серии «Восток» устанавливалась модернизированная система «Селигер», позволявшая транслировать принимаемое из космоса изображение в сеть телевизионного вещания.

## Описание системы

### Первый этап
Установка на космическом аппарате накладывала жёсткие ограничения на энергопотребление, массу, объем и габариты, а следовательно и возможности телевизионной аппаратуры. В результате для системы «Селигер» был выбран квадратный формат изображения со следующими параметрами передаваемого телевизионного сигнала:
- частота строчной развёртки — 1000 Гц;
- частота кадровой развёртки — 10 кадров в секунду;
- строк в кадре — 100;
- элементов в строке — 100;
- развёртка — прогрессивная
- полоса частот видеосигнала — 50 кГц.

На борту космического корабля устанавливались две камеры, построенные на видиконах, произведенных ленинградским ОКБ электровакуумных приборов. Каждая камера имела массу 3 кг, потребляла 12 Вт и была рассчитана на режим кратковременной работы (15 мин. при перерыве 1,5 ч). Узлы камеры были выполнены на полупроводниковых приборах и миниатюрных стержневых радиолампах. Передача изображения осуществлялась системой «Трал-Т», разработанной совместно ВНИИТ и ОКБ МЭИ и передающей телевизионную информацию в кодировке телеметрической системы «Трал», которая передавала на Землю информацию о состоянии систем космического корабля, космонавта и т. п. От системы «Трал» производилась и синхронизация передающих камер.
Приёмные станции системы «Селигер» были построены в основном на радиолампах, имели стационарное и автомобильное исполнение и размещались на пунктах Командно-измерительного комплекса от Ленинграда до Камчатки. В состав станций входили видеоконтрольное устройство на базе кинескопа, фоторегистрирующее устройство, записывающее изображение с кинескопа на 35-мм киноплёнку, стойка синхронной протяжки, обеспечивающая стабильность положения кадра на киноплёнке и отсутствие его дрожания, а также ряд обеспечивающих блоков. Также на киноплёнку наносились временные метки, получаемые от системы единого времени и облегчавшие дальнейший анализ изображения. Синхронизация приёма сигнала и управление стойкой протяжки осуществлялись от наземного оборудования системы «Трал». Низкая скорость передачи кадров и малое количество строк приводили к плохому качеству изображения и его заметному «мельканию», поэтому для улучшения восприятия на приёмных станциях был введен режим «размытия» строк, но к значительным улучшениям это не привело, этот режим включался по усмотрению операторов приёмных станций.

### Второй этап
После первых пилотируемых полётов, в середине 1961 года, перед ВНИИТ была поставлена задача улучшить качество изображения (тема «Ястреб») и обеспечить передачу принимаемого из космоса сигнала в сети телевещания. В результате модернизации бортового оборудования путём замены видикона, модулей видеоусилителя и устройства развёртки было увеличено количество элементов в строке до 400 и количество строк в кадре также до 400. Частота кадровой развёртки не изменилась. Полоса передаваемого телесигнала увеличилась до 800 кГц, что потребовало модернизации передающего тракта «Трал-Т» и системы синхронизации. Для наземной части комплекса была разработана методика, позволяющая оперативно провести доработку аппаратуры, расположенной в различных пунктах на территории всей страны, до возможности приёма сигнала с новыми параметрами. Для передачи сигнала в сети телевизионного вещания, где использовался сигнал с другими параметрами (625 строк, 25 кадров в секунду, формат изображения 4:3) было создано устройство перезаписи, осуществляющее воспроизведение принятого из космоса изображения на проекционном кинескопе и считывание его для дальнейшей передачи камерой, работающем в стандартном режиме. Послесвечение проекционного кинескопа и инерционность передающей трубки камеры были подобраны так, чтобы устранять вызванное низкой кадровой частотой мелькание изображения, характерное для комплекса «Селигер». Одновременно изображение записывалось фоторегистрирующим устройством на 35-мм киноплёнку. В августе 1962 года изображение с космических кораблей «Восток-3» и «Восток-4» передавалось модернизированной системой «Селигер» — «Ястреб» и с наземных пунктов НИП-9 (Ленинградская обл.), НИП-10 (Симферополь) и Медвежьи Озёра транслировалось в московский телецентр, а оттуда — в телевизионные сети СССР, Интервидения, Евровидения и США. Та же система использовалась и для передачи изображения с космических кораблей «Восток-5» и «Восток-6».

## Развитие системы
Завершением второго этапа развития систем космического телевидения стали комплексы «Топаз» для кораблей «Восход», разработанные в ОКБ МЭИ. На «Восходе-1» был установлен комплекс «Топаз-10», обеспечивающий передачу изображения с двух камер с частотой 10 кадров в секунду, как и на последних кораблях серии «Восток». На «Восходе-2» для контроля работы воздушного шлюза и трансляции выхода А. А. Леонова в открытый космос была установлена дополнительная третья телекамера, которая размещалась снаружи корпуса. Система «Топаз-25» на «Восходе-2» обеспечивала передачу изображения в телевизионном стандарте, 625 строк при 25 кадрах в секунду.
Следующим поколением систем космического телевидения, предназначенным для кораблей «Союз» и орбитальных станций, стали созданные во ВНИИТ комплексы «Кречет», работавшие в вещательном стандарте (625 строк, 50 кадров/с при чересстрочной развертке). Комплексы «Кречет» показывали работу космонавтов на борту и в открытом космосе, а также участвовали в процессах контроля стыковки космических кораблей и траектории посадки. Для регулярного приема телевизионной информации системы «Кречет», её обработки и передачи в телевизионные сети была построена сеть приемных пунктов, расположенных на всей территории Советского Союза.